# Джевце (гміна Ольшувка)
Джевце (пол. Drzewce) — село в Польщі, у гміні Ольшувка Кольського повіту Великопольського воєводства.
Населення — 313 осіб (2011).
У 1975-1998 роках село належало до Конінського воєводства.

## Демографія
Демографічна структура станом на 31 березня 2011 року:
|          | Загалом | Допрацездатний вік | Працездатний вік | Постпрацездатний вік |
| -------- | ------- | ------------------ | ---------------- | -------------------- |
| Чоловіки | 151     | 28                 | 106              | 17                   |
| Жінки    | 162     | 29                 | 95               | 38                   |
| Разом    | 313     | 57                 | 201              | 55                   |